# Gerald Knaus
 (juillet 2023).
La mise en forme du texte ne suit pas les recommandations de Wikipédia : il faut le « wikifier ».
Les points d'amélioration suivants sont les cas les plus fréquents. Le détail des points à revoir est peut-être précisé sur la page de discussion.
- Les titres sont pré-formatés par le logiciel. Ils ne sont ni en capitales, ni en gras.
- Le texte ne doit pas être écrit en capitales (les noms de famille non plus), ni en gras, ni en italique, ni en « petit »…
- Le gras n'est utilisé que pour surligner le titre de l'article dans l'introduction, une seule fois.
- L'italique est rarement utilisé : mots en langue étrangère, titres d'œuvres, noms de bateaux, etc.
- Les citations ne sont pas en italique mais en corps de texte normal. Elles sont entourées par des guillemets français : « et ».
- Les listes à puces sont à éviter, des paragraphes rédigés étant largement préférés. Les tableaux sont à réserver à la présentation de données structurées (résultats, etc.).
- Les appels de note de bas de page (petits chiffres en exposant, introduits par l'outil «  Source ») sont à placer entre la fin de phrase et le point final[comme ça].
- Les liens internes (vers d'autres articles de Wikipédia) sont à choisir avec parcimonie. Créez des liens vers des articles approfondissant le sujet. Les termes génériques sans rapport avec le sujet sont à éviter, ainsi que les répétitions de liens vers un même terme.
- Les liens externes sont à placer uniquement dans une section « Liens externes », à la fin de l'article. Ces liens sont à choisir avec parcimonie suivant les règles définies. Si un lien sert de source à l'article, son insertion dans le texte est à faire par les notes de bas de page.
- La présentation des références doit suivre les conventions bibliographiques. Il est recommandé d'utiliser les modèles {{Ouvrage}}, {{Chapitre}}, {{Article}}, {{Lien web}} et/ou {{Bibliographie}}. Le mode d'édition visuel peut mettre en forme automatiquement les références.
- Insérer une infobox (cadre d'informations à droite) n'est pas obligatoire pour parachever la mise en page.

Pour une aide détaillée, merci de consulter Aide:Wikification.
Si vous pensez que ces points ont été résolus, vous pouvez retirer ce bandeau et améliorer la mise en forme d'un autre article.
Gerald Knaus, né en 1970 à Bramberg am Wildkogel, est un sociologue autrichien. Il est cofondateur du groupe de réflexion ESI (European Stability Initiative (ou en français l'Initiative européenne de stabilité). Expert sur les questions de fuite, de migration et de droits de l'homme, il conseille les gouvernements et les institutions européennes sur ces thématiques et est considéré comme le concepteur de l'accord migratoire du 18 mars 2016 négocié avec la Turquie .

## Biographie

### Enfance et formation
Gerald Knaus est né en 1970 à Bramberg am Wildkogel, en Autriche. Il a étudié la philosophie, les sciences politiques et l'économie à Oxford, à Bruxelles et à Bologne.

### Parcours professionnel
En 1999, il cofonde à Sarajevo l'Initiative européenne pour la stabilité, un groupe de réflexion libéral notamment soutenu financièrement par des dons d'organisations liées au milliardaire américain George Soros (e. g. Open Society Foundations). Il a été pendant cinq ans chercheur associé au Carr Center for Human Rights Policy .

### Parcours politique
À partir de 2015, il soutient publiquement la politique en matière d'immigration de la chancelière allemande Angela Merkel et en 2019, le ministre allemand de la coopération économique et du développement, Gerd Müller, lui propose de faire partie d'une commission chargée de formuler des recommandations sur la gestion des réfugiés et de la migration. Depuis mars 2020 et à la suite des tensions croissantes autour de l'accord avec la Turquie, Gerald Knaus critique (notamment dans l'émission de télévision "Buitenhof" le 8 mars 2020) l'approche de la question des réfugiés par les dirigeants européens qui selon lui se fait parfois au mépris du respect des conventions internationales. Plus récemment, il soutient la position vis-à-vis des réfugiès prônées par Diederik Samsom, chef du PvdA hollandais. Il est également membre du Conseil européen des relations étrangères (ECFR) et du conseil consultatif du Centre d'études économiques et de politique étrangère (EDAM).

### Publications
En 2020, il a publié le livre "Welche Grenzen brauchen wir ?" ("De quelles frontières avons-nous besoin ?") sur l'avenir de la politique d'asile et de migration.

### Vie privée
Il vit au Berlin[réf. nécessaire].